# 玛丽亚波兴
玛丽亚波兴是德国巴伐利亚州的一个市镇。总面积19.63平方公里，总人口1427人，其中男性725人，女性702人（2011年12月31日），人口密度73人/平方公里。